# Kirkby Head
Das Kirkby Head ist ein kliffartiges Kap an der Küste des Enderbylands in Ostantarktika. Es liegt auf der Ostseite der Einfahrt zur Alaschejewbucht. Auf der Südseite wird es bis nahe der Gipfelkrone nahezu vollständig vom kontinentalen Eisschelf verdeckt.
Kartiert wurde es anhand von Luftaufnahmen, die 1956 im Rahmen der Australian National Antarctic Research Expeditions entstanden. Namensgeber ist der australische Geodät Sydney Lorrimar Kirkby (1933–2024), der das Kap 1960 besuchte.